# Sejm zwyczajny 1758
Sejm 1758 – sejm zwyczajny Rzeczypospolitej Obojga Narodów, został zwołany 15 czerwca 1758 roku do Warszawy.
Sejmiki przedsejmowe w województwach odbyły się 21 sierpnia 1758 roku, sejmik kujawski powtórny odbył się 30 września 1758 roku, a także odbyły się sejmiki główne.
Marszałkiem sejmu obrano Adama Małachowskiego, krajczego wielkiego koronnego. 
Obrady sejmu trwały od 2 października do 11 października 1758 roku. 5 października 1758 roku sejm został zerwany przez Mikołaja Podhorskiego.